# Agent (semantik)
För andra betydelser, se Agent.
Agent (eller med latinsk form agens) är en semantisk roll. Det är initiativtagaren i den "scen", som en verbhandling kan sägas utgöra. Agentrollen uppbärs oftast av ett animat substantiv eller pronomen. Agentens morfologiska och syntaktiska egenskaper beror på språktyp: i nominativa språk är agenten identisk med subjektet i aktiv sats, i ergativa språk står agenten i ergativ. Ett svenskt exempel: John är agent i John bygger huset. Objektet huset är satsens patient.
I passiv sats uttrycks agenten av ett så kallat agentadverbial, som ofta utgörs av en prepositionsfras (på svenska med prepositionen "av", Huset byggs av John). Agentadverbial kan också stå i oblikt kasus utan preposition, som ryskans instrumentalisagent. I ryskan kan instrumentalisagent förekomma även i aktiv sats: Lodku uneslo techeniem ("Båten fördes bort av strömmen").

## Användning i särskilda sammanhang

### Biologi
I biologiska sammanhang anges: agens (uttalas agens [a'g-]) = verksamt ämne. Ett exempel är "Arbetsrelaterade sjukdomar orsakade av biologiska agens" (engelska: Work-related diseases from biological agents).

### Samhällsvetenskap
Inom samhällsvetenskap talar man om personlig agens  (med betoning på e) som handlar om en persons förmåga att styra sitt liv och uppleva att man har makt att vara den man vill vara. Se vidare egenmakt. 